# Rechtvingergekko's
Rechtvingergekko's (Alsophylax) zijn een geslacht van hagedissen die behoren tot de gekko's (Gekkota) en de familie Gekkonidae.

## Naam en indeling
De wetenschappelijke naam van de groep werd voor het eerst voorgesteld door Fitzinger in 1834. Er zijn zes soorten.
De geslachtsnaam Alsophylax betekent vrij vertaald 'bewaker van het bos'.

## Verspreiding en habitat
De hagedissen komen voor in delen van Azië en leven in de landen Mongolië, Rusland, Tadzjikistan, Kazachstan, Oezbekistan, Turkmenistan, Kirgizië, China, Afghanistan en Rusland, mogelijk in Iran. De habitat bestaat uit gematigde, hete en koele woestijnen en verschillende typen scrublands en graslanden. Ook in door de mens aangepaste streken zoals landelijke tuinen kunnen de dieren worden aangetroffen.

## Beschermingsstatus
Door de internationale natuurbeschermingsorganisatie IUCN is aan alle soorten een beschermingsstatus toegewezen. Twee soorten worden beschouwd als 'veilig' (Least Concern of LC), twee soorten als 'kwetsbaar' (Vulnerable of VU) en twee soorten als 'ernstig bedreigd' (Critically Endangered of CR).

## Soorten
Het geslacht omvat de volgende soorten, met de auteur en het verspreidingsgebied.
| Naam                    | Auteur                   | Verspreidingsgebied                                                                                  | Beschermingsstatus |
| ----------------------- | ------------------------ | --- | ------------------ |
| Alsophylax laevis       | Nikolsky, 1907           | Turkmenistan, Oezbekistan, Afghanistan, mogelijk in Iran                                             |                    |
| Alsophylax loricatus    | Strauch, 1887            | Tadzjikistan, Oezbekistan, mogelijk in Kirgizië                                                      |                    |
| Alsophylax pipiens      | Pallas, 1827             | Mongolië, Rusland, Kazachstan, Oezbekistan, Turkmenistan, Kirgizië, China, Rusland, mogelijk in Iran |                    |
| Alsophylax przewalskii  | Strauch, 1887            | China, Turkmenistan                                                                                  |                    |
| Alsophylax szczerbaki   | Golubev & Sattorov, 1979 | Turkmenistan                                                                                         |                    |
| Alsophylax tadjikiensis | Golubev, 1979            | Tadzjikistan                                                                                         |                    |